# A.S.D. Pol. Sarnese Calcio
Associazione Sportiva Dilettantistica Pol. Sarnese Calcio hay đơn giản là Sarnese là một câu lạc bộ bóng đá  Ý, có trụ sở tại Sarno, Campania.

## Lịch sử

### nền tảng
Câu lạc bộ được thành lập vào năm 1926.

#### Từ Promozione đến Serie D
Từ mùa giải 2009-10 đến 2010-11 Sarnese đã hai lần thăng hạng liên tiếp trong hai năm, trước khi đội thăng hạng bắt đầu từ Promozione Campania đến Eccellenza Campania và năm sau tới Serie D

### Tái lập
Vào mùa hè 2013, câu lạc bộ đã không thể tham gia 2013-14 Serie D và khởi động lại từ Eccellenza.

## Màu sắc và huy hiệu
Màu của đội là grenadine